# Hohenleuben
Hohenleuben är en stad i Landkreis Greiz i förbundslandet Thüringen i Tyskland.
Staden ingår i förvaltningsgemenskapen Langenwetzendorf tillsammans med kommunerna Kühdorf och Langenwetzendorf.